# Ceutí
Ceutí est une commune d'Espagne de la communauté autonome de la Région de Murcie, située dans le canton de la Vega Media del Segura. Elle s'étend sur 10,34 km2 et comptait environ 11.427 habitants en 2017. Ceutí est composé par le centre ville, autour des plus importants bâtiments de la commune (l'église de Sainte Marie Madeleine, la mairie, la bibliothèque, les musées, etc.) et deux communes rurales: Los Torraos et Vistalegre. La frontière de la commune est délimitée par les communes voisines d'Alguazas, Archena, Lorquí et Villanueva del Río Segura.

## Géographie

### Localisation
La commune de Ceutí est localisée au milieu de la Région de Murcie, dans le canton de la Vega Media del Segura, à une distance de 24 km de la capital régional, Murcie. Elle est entourée par les communes d'Alguazas au Sud, Lorquí à l'Est, Archena au nord et Villanueva del Río Segura à l'Ouest.